# Pręgoczub
Pręgoczub (Eutriorchis astur) – gatunek ptaka drapieżnego z rodziny jastrzębiowatych (Accipitridae). Jest gatunkiem endemicznym, charakterystycznym dla Madagaskaru. W latach 1930–1993 gatunek ten uważano za wymarły.

## Systematyka

### Taksonomia
Gatunek i rodzaj po raz pierwszy opisany przez Richarda Sharpe′a w 1875 roku pod nazwą Eutriorchis astur. Opis ukazał się w czasopiśmie Proceedings of the Zoological Society of London. Holotyp pochodził z południowego Madagaskaru. Takson monotypowy, nie wyróżniono podgatunków.

### Etymologia
- Eutriorchis: gr. ευ eu „dobry, inny”; τριορχης triorkhēs „myszołów”, od τρεις treis, τρια tria „trzy”; ορχις orkhis „jądro”[8].
- astur: rodzaj Astur de Lacépède, 1799 (jastrząb) (łac. astur, asturis „jastrząb” od gr. αστεριας asterias „jastrząb”, od αστηρ astēr, αστερος asteros „gwiazda”)[9].

## Występowanie
Pręgoczub występuje w północnym i wschodnim Madagaskarze i na południe do Parku Narodowego Ranomafana.

## Morfologia
Przeciętny pręgoczub ma 57–66 cm długości, rozpiętość jego skrzydeł wynosi 90–110 cm, masa ciała 700–800 g.

## Ekologia i zachowanie
Żyje w gęstych, wilgotnych lasach, przeważnie do wysokości ok. 550 m n.p.m., ale maksymalnie do 1000 m n.p.m. Rzadko latają lub szybują nad koronami drzew; większość czasu spędzają, przesiadując na gałęziach. Na ogół są trudne do zauważenia, a ich obecność najlepiej rozpoznać po charakterystycznym, przypominającym głos żaby zawołaniu, wydawanym wczesnym rankiem, a czasami późnym popołudniem. 
Gniazda znajdowano wśród paproci epifitycznych lub w rozwidleniu drzew 20–23 m nad ziemią. W zniesieniu jedno lub dwa jaja. Wysiadywaniem zajmują się oboje rodzice, ale głównie samica. Inkubacja trwa ponad 40 dni. Karmieniem piskląt zajmują się również oboje rodzice, choć około 75% pożywienia dostarcza samiec. Młode opuszczają gniazdo po 58–62 dniach od wyklucia, a ze swego rodzinnego terytorium odlatują w wieku 15 tygodni.
Pręgoczub żywi się głównie lemurami, żabami oraz jaszczurkami, rzadziej wężami, nietoperzami, pisklętami ptaków czy owadami.

## Status
Międzynarodowa Unia Ochrony Przyrody (IUCN) od 2004 roku uznaje pręgoczuba za gatunek zagrożony (EN – endangered); wcześniej, od 1994 roku miał on status gatunku krytycznie zagrożonego (CR – critically endangered). Liczebność populacji szacuje się na 250–999 dorosłych osobników. Trend liczebności populacji uznaje się za spadkowy.